# Canon EOS 20D
La Canon EOS 20D è una fotocamera reflex digitale (DSLR) presentata dalla Canon il 19 agosto 2004.

## Caratteristiche
Il sensore CMOS in formato APS-C fornisce, alla risoluzione più elevata, un'immagine di 3504x2336 pixel (8,2 megapixel). L'autofocus presenta nove punti con segnalazione del punto attivo nel mirino. Canon utilizzò sulla 20D, per la prima volta in questa classe di fotocamere, il processore DIGIC II. In particolare, in paragone alla versione precedente (utilizzata sulla 10D), questo sensore è alcune volte più veloce nell'elaborazione dei dati d'immagine e produce un sensibile miglioramento. Con la Canon 20D sono così possibili fino a 23 scatti in sequenza alla velocità di 5 fotogrammi al secondo. Come anche la Canon EOS 10D, anche la 20D possiede un corpo in magnesio. Anche in questo caso però non è presente una particolare protezione contro le infiltrazioni d'acqua. Il vano batterie e scheda di memoria non hanno guarnizioni di sorta. In compenso è presente una connessione USB 2.0 per il trasferimento veloce delle immagini a computer.
La baionetta EF-S presentata insieme alla EOS 300D, rende possibile il montaggio degli obiettivi della serie EF-S, che sono adatti a funzionare solo con i sensori APS-C perché il loro cerchio d'immagine è più piccolo. È sempre possibile anche l'utilizzo delle ottiche EF, anche di terze parti.
La fotocamera può utilizzare in automatico solo i flash in modo E-TTL e E-TTL II, così che gli altri flash come il Canon 540EZ possono essere usati solo in manuale. Il flash ad anello ML-3 addirittura non funziona. Il produttore raccomanda perciò l'utilizzo di flash appartenenti alla gamma EX, come il Canon Speedlite 580EX

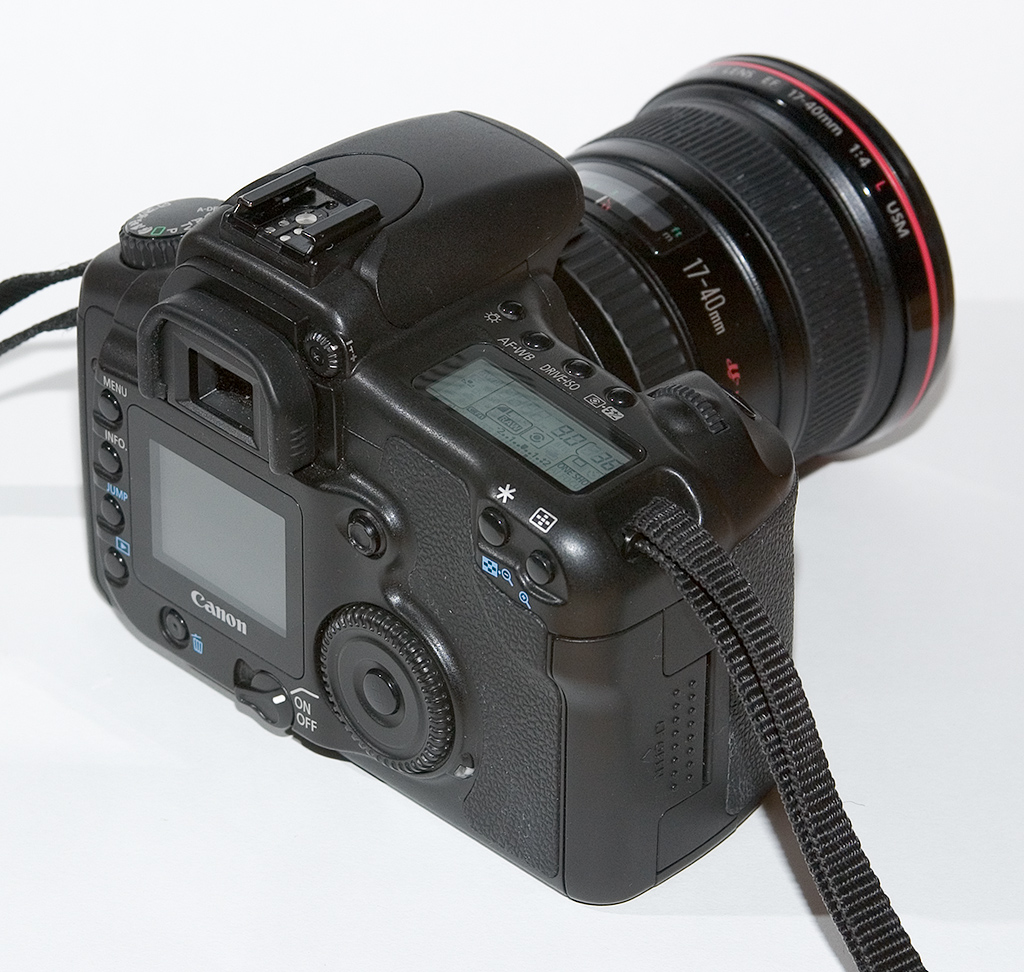
Canon EOS 20D
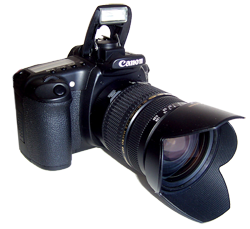

## EOS 20Da

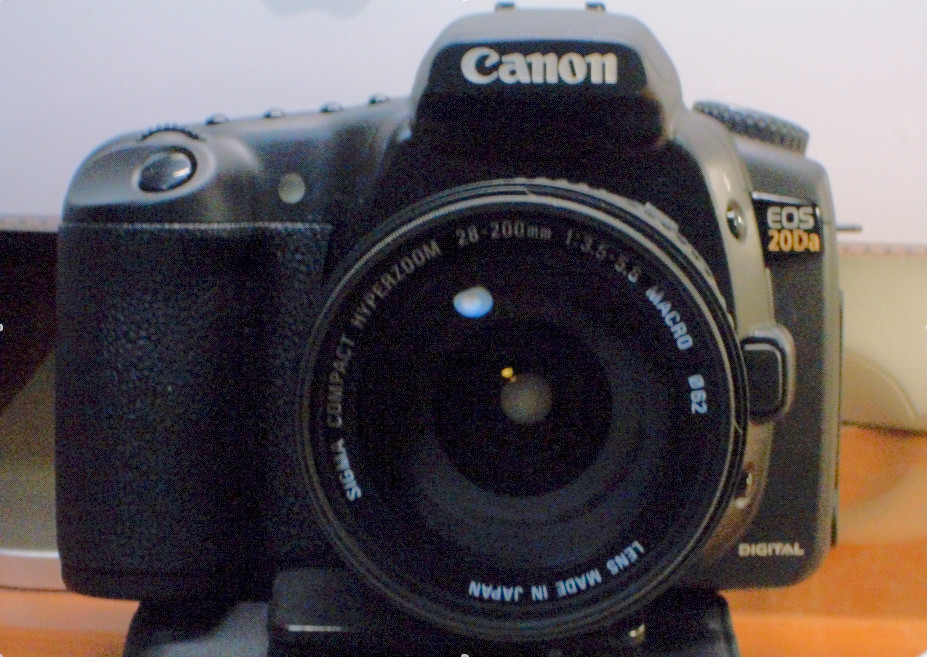
Canon EOS 20Da

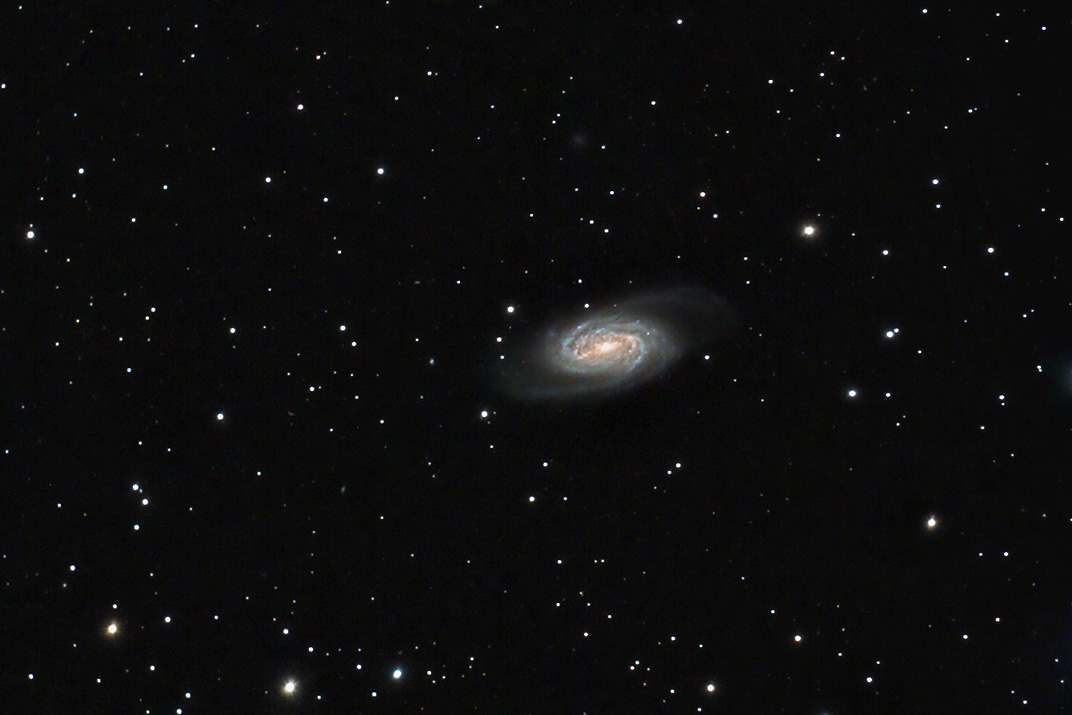
Esempio di fotografia astronomica ottenuta mediante fotocamera digitale modificata: qui una Canon EOS 350D.

La EOS 20Da è una versione speciale della 20D, concepita espressamente per la fotografia astronomica, presentata il 14 febbraio 2005 in Giappone e resa disponibile in tutto il mondo dal 1º giugno 2005.
In essa il filtro infrarosso che copre il sensore CMOS è modificato. Nella fotografia convenzionale, tale filtro è usato per rendere la risposta spettrale del CMOS il più possibile simile a quella dell'occhio umano, in questo modo le immagini riprese dal sensore rappresentano la realtà circostante così come la vediamo. In astrofotografia invece, molti oggetti di interesse emettono fortemente nella così chiamata linea H-α, che è fortemente attenuata dal filtro IR della 20D standard. Il filtro della 20Da lascia invece passare 2,5 volte più luce nella banda intorno a questa lunghezza d'onda (656 nm) rispetto al filtro della 20D, permettendo di fotografare dettagli più fini nelle lunghe esposizioni di nebulose. Questo ha l'effetto collaterale di alterare leggermente il bilanciamento dei colori nella fotografia convenzionale.
La fotocamera inoltre permette il "live view" (visione diretta sul monitor LCD) attraverso il blocco in alto dello specchio e l'apertura dell'otturatore. Questa funzione può essere utilizzata solo per l'osservazione astronomica notturna, non in luce diurna. Per agevolare la messa a fuoco la parte centrale dell'immagine può essere ingrandita 5 o 10 volte. L'immagine "live view" può anche essere visualizzata attraverso un monitor TV collegato all'uscita video out della EOS 20Da.